# Farre (Gmina Favrskov)
Farre – miasto w Danii, w regionie Jutlandia Środkowa, w gminie Favrskov.